# Escultura de Tlazoltéotl

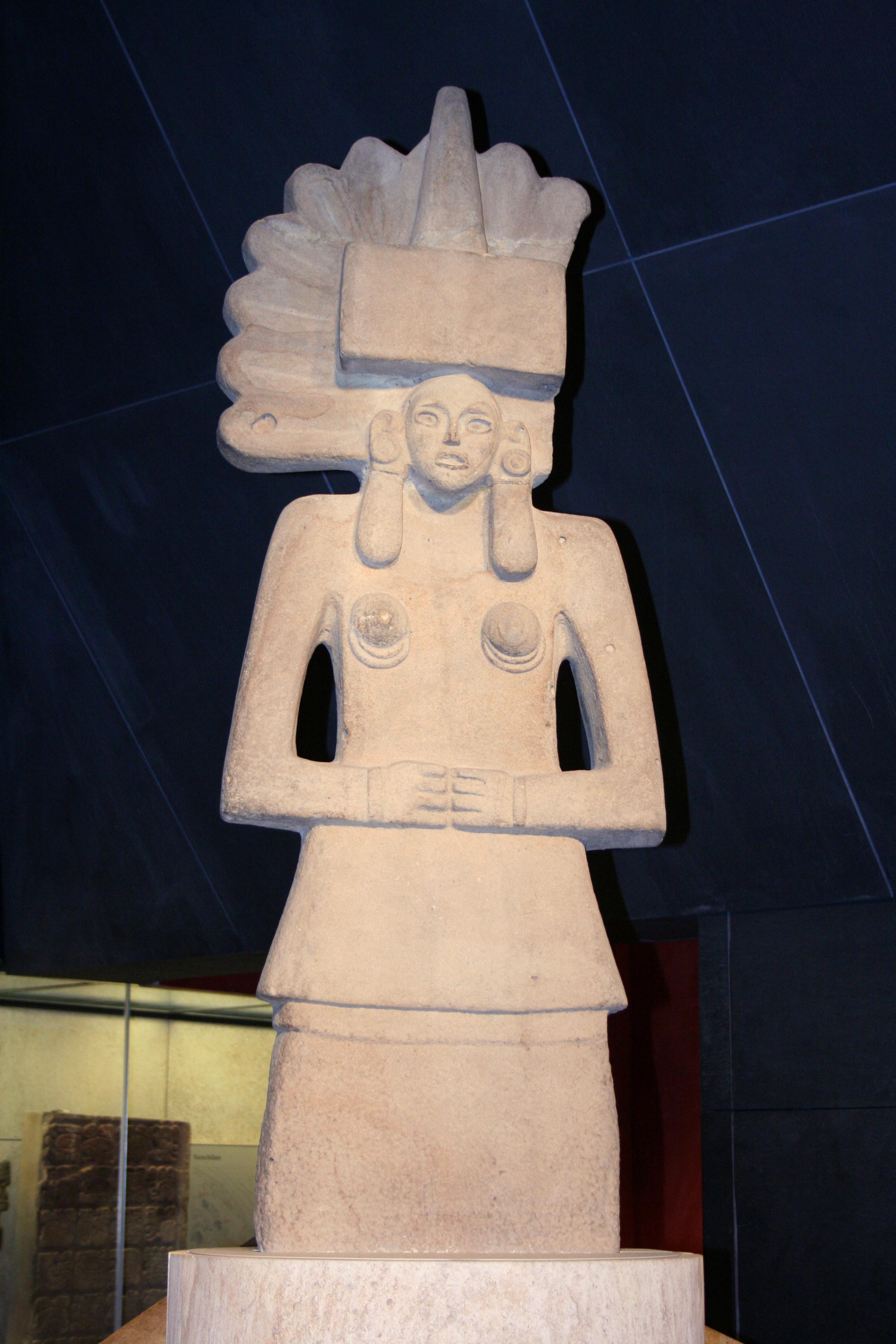
Escultura de Tlazoltéotl, expuesta en el Museo Británico de Londres, perteneciente a la cultura Cultura huasteca.

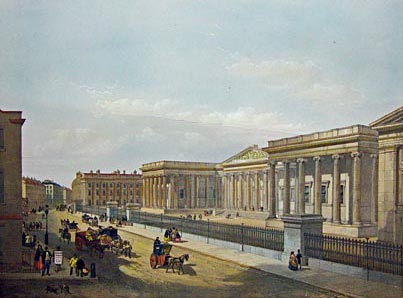
El Museo Británico en el año 1852.

La Escultura de Tlazoltéotl fue elaborada por la Cultura huasteca entre los años 900-1521, que fueron un pueblo indígena que se desarrolló en una vasta región de México conocida como la Huasteca, compartida por los actuales estados de Veracruz, San Luis Potosí, Hidalgo, Tamaulipas, Querétaro y Puebla. Hablaban una lengua de origen mayense, de la que desciende el idioma huasteco actual. El nombre huasteco se deriva del vocablo náhuatl cuextécatl, que tiene dos posibles acepciones: de cuechtic o cuechtli "caracol pequeño o caracolillo" o de guaxin "guaje", que es una pequeña leguminosa.
El pueblo huasteco no desapareció con la Conquista española; sus descendientes continúan viviendo en la región que históricamente habitaron sus antepasados. 

## Simbología
La escultura representa a Tlazoltéotl, (en náhuatl "Devoradora de la Mugre") diosa mexica de la tierra, el sexo, la lujuria y el nacimiento en la cultura azteca. Era la diosa que eliminaba del mundo el pecado y la diosa más relacionada con la sexualidad y las fases de la Luna. La fertilidad era un tema recurrente en el arte huasteca precolombino, representada por figuras de piedra de diosas femeninas, ancianos y falos. Las primeras comparten siempre ciertas características: rigidez, manos unidas sobre el estómago, pechos desnudos y suelen vestir una falda larga y un gran tocado. Este tocado habitualmente se compone de una sección rectangular bajo otra cónica, delante de una cimera en abanico, como en este caso. Los aztecas conquistaron la zona del Golfo de México a mediados del siglo XV, bajo el reinado de Moctezuma Ilhuicamina (1440 a 1469) que consagró una ampliación del Templo Mayor de Tenochtitlán con una ceremonia en la que se sacrificaron gran número de prisioneros huastecas a Xipe Totec, dios de la fertilidad.

## Características
- Altura: 1,51 centímetros.
- Anchura: 54 centímetros.
- Material: piedra.

## Conservación
La escultura se encuentra expuesta de forma permanente en el Museo Británico de Londres, con el número de inventario AOA Q89.Am3. Llegó al Museo Británico después de ser adquirido a la Colección Christy.